# George Kennedy
George Harris Kennedy Jr. (New York, New York, 18. veljače 1925. – Middleton, Idaho, SAD, 28. veljače 2016.), američki glumac i oskarovac.
Rodio se u New Yorku, u obitelji vezanoj za show-business.
Otac George stariji bio je glazbenik i vođa orkestra, ali je umro kad je Georgeu bilo 4 godine.
Odgojila ga je majka Helen, balerina.
Na kazališnim daskama debitira već s dvije godine, ali kada je izbio Drugi svjetski rat, ostavlja glumu i odlazi u vojsku gdje provodi 16 godina, tražeći borbu.
Nakon odlaska iz vojske zbog ozljede leđa, počinje filmsku karijeru 1961. godine.
Do sada je nastupio u preko 200 filmskih i kazališnih produkcija.
Partneri su mu bile glumačke legende: Paul Newman, Kirk Douglas,Gary Cooper, Audrey Hepburn, Bette Davis, John Wayne.
Oskara je osvojio 1967. godine za ulogu Draglinea u filmu "Hladnokrvni kažnjenik".
Glumio je i u filmu "Dvanaestorica žigosanih".
Osim uspjeha imao je i nekoliko promašaja.
Glumio je u serijalu filmova katastrofe "Aerodrom" tijekom 1970-ih godina. Ponovnu je slavu stekao glumeći u filmu Goli pištolj 1.
Ulogu je reprizirao i u dva nastavka.
Sretno je oženjen, i ima kćer koja je u zatvoru zbog zloupotrebe droge. On i supruga posvojili su unuku nakon kćerina uhićenja.
Preminuo je u 92. godini života.